# Sindicat Vertical

Bandera de la Falange

L'Organització Sindical Espanyola (OSE) (en castellà: Organización Sindical Española, OSE), més conegut popularment com a Sindicat Vertical, i coneguda fins a 1971 com a Central Nacional Sindicalista (CNS), va ser l'única organització sindical legal a Espanya (1940-1976) durant el franquisme. Les organitzacions anteriors, com l'anarquista CNT i la UGT socialista, van ser proscrites i van passar a la clandestinitat.
La Llei d'Unió Sindical de 26 de gener de 1940 concentra en l'Organització Sindical de la Falange tota activitat sindical.

## Primera etapa
En la primera etapa de la dictadura (1939-1959) es va promulgar la Llei de 26 de gener de 1940 sobre Unitat Sindical, que establia que empresaris i treballadors s'integrarien en una única organització sindical sota el comandament de FET y de las JONS per branques de producció, anomenant cadascuna d'elles, Sindicat Nacional.
D'altra banda, les localitzacions geogràfiques es van fer dir "Centrals Nacional-Sindicalistes". El conjunt de tot això era l'Organització Nacional-Sindicalista prevista pel Fur del Treball, a partir de llavors anomenada simplement Organització Sindical. L'Estat controlava tot el sistema i amb la llei de Bases de l'Organització Sindical de 6 de desembre de 1940 a més era implícita l'afiliació de tot treballador i tot empresari.
El Sindicat vertical o OSE va ser fundat el 1940, com a resultat de les diverses legislacions aprovades per la dictadura, encara que no va celebrar el seu primer congrés fins al març de 1961.
L'origen de l'OSE residia en la Central Obrera Nacional-Sindicalista (CONS), fundada el 1935 per Falange Española de las JONS, aplicant idees molt diferents en el fons i presentant-les amb una forma molt semblant, per la qual cosa hi ha hagut molta confusió en aquest tema des d'aleshores
. L'OSE va ser el resultat de la fusió de les organitzacions obreres del falangisme, el tradicionalisme i les organitzacions patronals, amb la finalitat d'organitzar a treballadors, tècnics i a patrons dins d'una sola estructura vertical, ideal similar a la feixista per a les relacions laborals en un estat corporatiu, que és en el que va acabar tot (encara que segurament sigui més correcte comparar-ho amb el model corporatiu de la dictadura de Miguel Primo de Rivera que amb el model feixista), enfront de l'ideal nacionalsindicalista de la Falange que en principi semblava voler-se seguir (i que mai es va aplicar). En ella, tots els treballadors, anomenats productors, i els seus patrons tenien el dret d'escollir els seus representants mitjançant eleccions.
En aquesta OSE els treballadors i els patrons presumptament estaven en peu d'igualtat, una diferència essencial amb el Nacionalsindicalisme de la Falange, doncs aquesta ideologia diferenciava clarament entre empresari i capitalista, posant en peu d'igualtat a l'obrer i a l'empresari, però excloent sempre al capitalista i rebutjant taxativament el principi d'harmonització entre treball i capital, ja que proposava la propietat sindical de les empreses. En aquest ordre, les vagues van ser prohibides.
Els candidats a aquestes eleccions havien de ser aprovats pel règim i tot el procés era controlat fèrriament. Això l'allunyava també d'un falangisme que defensava la primacia del Sindicat en un "Estat sindical", i no un sindicat estatal, en coherència amb una política intervencionista cap al mercat de treball: ocupació completa per als homes, fins i tot a costa de salaris o inflació baixa, la gairebé negació del dret de treballar per a les dones casades i la inexistència de subsidis de desocupació
.

## L'Organització Sindical durant el franquisme
A Espanya durant la dictadura de Francisco Franco l'organització sindical arrencava des de l'esfera local i de les unitats o cèl·lules de treball, diferenciant diversos àmbits: camperol, comarcal, tal com manifestava Torcuato Fernández Miranda l'any 1966.

### Esquema
- Delegación Nacional de Sindicatos (DNS):
  - Sindicatos nacionales.
  - Junta Nacional de Hermandades.
- Centrales Nacionales Sindicales (CNS):
  - Sindicatos provinciales.
  - Cámara Oficial Sindical Agraria.
- Delegaciones Sindicales Comarcales (DSC):
  - Gremios Artesanos.
  - Cofradías de Pescadores.
  - Sindicatos de Empresas.
  - Entidades Mixtas.
  - Hermandades Sindicales del Campo.
- Delegación Sindical Local.
  - Gremios Artesanos.
  - Cofradías de Pescadores.
  - Sindicatos de Empresas.
  - Entidades Mixtas.
  - Hemandad Sindical de Labradores y Ganaderos.
- Empreses - famílies camperoles - familíes pescadores - artesans - productors independents.

### Jerarquia
- Delegat Nacional de Sindicats.
  - Gerardo Salvador Merino (1938-1941)
  - Fermín Sanz-Orrio y Sanz (1941-1951).
  - José Solís Ruiz (1951-1969).
- Secretari Nacional de Sindicats: 
  - Francisco Norte Ramón,
  - Manuel Valdés Larrañaga (1942)
  - Mario López Rodríguez (1946-1949)
  - Miguel Vizcaíno Márquez (1952-1956)
  - Roque Pro Alonso (1956-1957),
  - José María Martínez Sánchez-Arjona (1957-1960),
  - Francisco Giménez-Torres (1960-1962)
- Inspector Nacional de Sindicats: Amador Villar Marín.
- Vicesecretaris:
  - Vicesecretari d'Organització Administrativa.
  - Vicesecretari d'Ordenació Social: Antonio Bouthelier Espasa.
  - Vicesecretari d'Ordenació Econòmica: Miguel María Troncoso Sagredo.
  - Vicesecretari d'Obres Sindicals, Obres Socials de FET y de las JONS: Fermín Sanz-Orrio y Sanz.
- Obres Sindicals de la Delegació Nacional de Sindicats: Ramón de Azaola y Ondarza.

## Sindicats nacionals
La Llei de 23 de juny de 1941 enquadra l'organització sindical del Movimiento en 24 sindicats nacionals, ordenats alfabèticament, que augmentaran posteriorment a 26:
| - Sindicato Nacional de Agua, Gas y Electricidad. - Sindicato Nacional del Azúcar. - Sindicato Nacional de Banca y Bolsa. - Sindicato Nacional de Cereales. - Sindicato Nacional de Combustible. - Sindicato Nacional de Confección. - Sindicato Nacional de la Construcción. - Sindicato Nacional del Espectáculo. | - Sindicato Nacional de Frutos y Productos Hortícolas. - Sindicato Nacional de Ganadería. - Sindicato Nacional de Hostelería y Similares. - Sindicato Nacional de Industrias Químicas - Sindicato Nacional de la Madera y Corcho. - Sindicato Nacional del Metal. - Sindicato Nacional del Olivo. - Sindicato Nacional de Papel, Prensa y Artes Gráficas. | - Sindicato Nacional de Pesca. - Sindicato Nacional de La Piel. - Sindicato Nacional de Productos Coloniales. - Sindicato Nacional del Seguro. - Sindicato Nacional de Textil. - Sindicato Nacional de Transportes y Comunicaciones. - Sindicato Nacional de la Vid, Cervezas y Bebidas. - Sindicato Nacional del Vidrio y Cerámica |

Posteriorment es fusionaren els Sindicatos de Textil i de Confección, creat el Sindicato Nacional de Textil y Confección.

## Infiltració comunista
En aquell context, al començament dels anys 60, el Partit Comunista d'Espanya (llavors clandestí) va decidir una política d'infiltració a l'OSE, en teoria, per a arribar als augments pràctics per a les condicions dels treballadors. En realitat es tractava d'aprofitar les estructures del règim per a propiciar la seva caiguda. D'aquí van sorgir les Comissions Obreres, en el naixement de les quals van tenir molt a veure no només comunistes com Marcelino Camacho, sinó també nombrosos falangistes rellevants com Ceferino Maestú o Diego Márquez (posteriorment Cap Nacional de Falange Española de las JONS. La situació es manté fins a la llei Sindical 2/1971, de 17 de febrer, que estructura l'Organització Sindical Espanyola atorgant-li naturalesa institucional i caràcter representatiu. L'activitat sindical torna a dependre del Ministeri de Relacions Sindicals.
Al final del règim de Franco, l'OSE va perdre la seva energia, sempre limitada i els sindicats il·legals van guanyar la força (CCOO, UGT, USO, CNT, etc.). De fet, una vegada mort Franco i fins a la supressió de l'OSE, la majoria dels empresaris preferien acordar convenis i pactes d'empresa amb la representació de l'organitzacions sindicals clandestines que amb els representants de l'OSE.

## Transició
En aquest context, i davant la pressió dels treballadors que demandaven una representació lliure i democràtica, el Sindicat Vertical va ser abolit pel Govern d'Adolfo Suárez en 1976, i els sindicats de classe van ser legalitzats definitivament el 30 d'abril de 1977. Van reconvertir el Sindicat Vertical en l'Administració Institucional de Serveis Socioprofesionals (AISS), que va ostentar la propietat o gestió de l'anomenat Patrimoni Sindical Acumulat (PSA).
La Llei de Cessió de Béns del Patrimoni Sindical Acumulat, pretén resoldre dos problemes: la titularitat dels béns i drets procedents de l'antiga Organització Sindical i de les altres Entitats Sindicals anteriors al nou sistema constitucional i la confiscació
dels béns de les Organitzacions Sindicals a conseqüència de la guerra civil espanyola.
| «                        | "... La solució jurídica als diferents patrimonis sindicals, conjuminats en la categoria del Patrimoni Sindical Acumulat, exigeix atribuir la seva titularitat unitàriament a l'Administració de l'Estat, mes no amb el caràcter global de béns de domini públic per faltar en aquells elements patrimonials la suficient coherència interna, qualitativa i teleològica per a això. El règim jurídic uniforme de tals béns ha de ser, per contra, el derivat de la seva inclusió dins del Patrimoni de l'Estat..." | » |
| — EXPOSICIÓ DE MOTIUS.3. | |   |

El particular règim jurídic del Patrimoni Sindical dins del restant Patrimoni de l'Estat, haurà d'estar delimitat per la finalitat
de la seva possible cessió en ús als Sindicats de treballadors i a les Organitzacions Empresarials.